# Villeurbanne
Villeurbanne je město ve Francii, ležící v regionu Auvergne-Rhône-Alpes, v metropoli Lyonu.

## Geografie
Sousední obce: Caluire-et-Cuire, Vaulx-en-Velin, Bron a Lyon.

## Dějiny
Území města bylo osídleno od 6. tisíciletí př. n. l.. V římském období zde byla zemědělská oblast, zásobující město Lugdunum (Lyon), od toho název Ville Urbane - (městský statek, villa). Součástí Francouzského království se Villeurbanne stalo v roce 1349.
V 19. století se ve městě začal rozvíjet průmysl, zejména textilní, strojírenský a chemický. Obrovský rozvoj prožilo Villeurbanne v první polovině 20. století, kdy počet obyvatel vzrostl z 3000 v roce 1928 na 82 000 v roce 1931.

## Vývoj počtu obyvatel
Počet obyvatel

## Osobnosti spjaté s městem
- Jean Chacornac (1823 - 1873), astronom
- Henri Cochet (1901 - 1987), tenista
- Thierry Ascione (* 1981), tenista
- Laure Manaudouová (* 1986), bývalá plavkyně

## Partnerská města
- Abanilla, Španělsko, 1980
- Altenburg, Německo, 1971
- Abovjan, Arménie, 1990
- Bat Jam , Izrael, 1979
- El Eulma, Alžírsko, 1990
- Mohylev, Bělorusko, 1978